# Ryan O'Neal

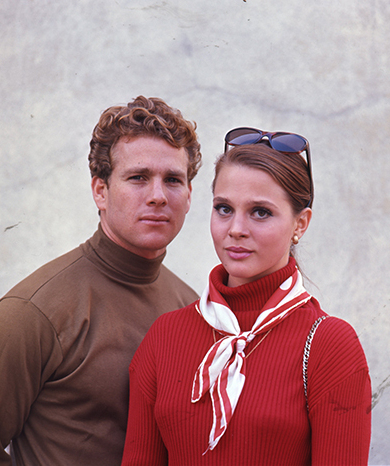
Met tweede echtgenote Leigh Taylor-Young (1967). Beiden acteerden in de serie Peyton Place.

Ryan O'Neal (Los Angeles, 20 april 1941 – Santa Monica (Californië), 8 december 2023) was een Amerikaans acteur.

## Loopbaan
Ryan O'Neal was de zoon van de Iers-Amerikaanse filmscenarioschrijver Charles O'Neal en van actrice Patricia Callaghan.
Voor zijn rol in Love Story kreeg hij een Oscarnominatie voor beste acteur. Hij is verder te zien in Paper Moon (samen met zijn dochter, Oscarwinnares Tatum O'Neal), Barry Lyndon van regisseur Stanley Kubrick en het vervolg op Love Story, Oliver's Story. In 2021 kregen O'Neal en zijn tegenspeelster uit Love Story in een virtuele dubbelceremonie een ster op de Hollywood Walk of Fame.
O'Neal speelde in een aantal films van regisseur Peter Bogdanovich en was in 1972 de op een na meest winstgevende filmster. Naast films is hij ook in enkele televisieseries te zien. Hij is bij het grote publiek vooral bekend geworden door zijn rol als Rodney Harrington in de soap Peyton Place. Daarnaast is hij ook te zien als Max Keenan in de serie Bones.
Grote bekendheid kreeg hij ook door zijn rol van de Amerikaanse generaal Gavin in Richard Attenboroughs film A Bridge Too Far over de Slag om Arnhem. De film werd van mei tot en met augustus 1976 op locaties in onder andere Gelderland en Deventer opgenomen.

### Privé
O'Neal was van 1963 tot 1966 getrouwd met actrice Joanna Moore en van 1967 tot 1974 met actrice Leigh Taylor-Young. Uit het eerste huwelijk kreeg hij dochter Tatum O'Neal en zoon Griffin O'Neal, die ook beiden acteurs zouden worden. Uit zijn tweede huwelijk had hij een zoon. Van 1979 tot 1997 en van 2001 tot haar overlijden in 2009 was hij samen met Farrah Fawcett. Samen kregen zij een zoon.
In 2001 werd bij hem CML, een vorm van leukemie, vastgesteld. In 2012 kreeg hij de diagnose prostaatkanker. O'Neal overleed in 2023 op 82-jarige leeftijd.

## Filmografie
- 1962 - This Rugged Land
- 1969 - The Big Bounce
- 1970 - The Games
- 1970 - Love Story
- 1971 - The Moviemakers
- 1971 - Wild Rovers
- 1972 - What's Up, Doc?
- 1973 - The Thief Who Came to Dinner
- 1973 - Paper Moon
- 1975 - Barry Lyndon
- 1976 - Nickelodeon
- 1977 - A Bridge Too Far
- 1978 - The Driver
- 1978 - Oliver's Story
- 1979 - The Main Event
- 1981 - So Fine
- 1981 - Green Ice
- 1982 - Partners
- 1984 - Irreconcilable Differences
- 1985 - Fever Pitch (1985)
- 1987 - Tough Guys Don't Dance
- 1989 - Small Sacrifices
- 1989 - Chances Are
- 1996 - Faithful
- 1997 - Hacks
- 1998 - Zero Effect
- 1998 - An Alan Smithee Film: Burn Hollywood Burn
- 1999 - Coming Soon
- 2000 - Gentleman B.
- 2000 - The List
- 2002 - People I Know
- 2003 - Malibu's Most Wanted
- 2007 - Waste Land